# فرح پناهی
فرح پناهی (عافیت‌پور) (۲۸ دی ۱۳۰۹–۱۳ خرداد ۱۳۹۳) خوانندهٔ اپرا و هنرپیشه سینمای ایران بود.

## زندگی
فرح پناهی بازیگر و خواننده اپرا بود که در دو فیلم دختری از شیراز (ساموئل خاچیکیان) و ماجرای زندگی (نصرت محتشم) بازی کرد. وی فارغ‌التحصیل کنسرواتوار موسیقی وین بود. ساموئل خاچیکیان ساختن فیلم دختری از شیراز (۱۳۳۳) را مشروط به بازی پناهی کرد که تازه از وین آمده بود و صدای گرمی داشت. پناهی در سن ۸۳ سالگی در زوریخ سوئیس درگذشت.

## آثار موسیقایی
- اجرای «سوئیت شهر مرجان» اثر مرتضی حنانه

## فیلم‌شناسی
1. دختری از شیراز (۱۳۳۳)
2. ماجرای زندگی (۱۳۳۳)